# Exagerado (canção de Naldo Benny)
"Exagerado" é uma canção composta e gravada por Naldo Benny contida no seu primeiro álbum ao vivo, Na Veia Tour, de 2012. A canção foi lançada como single nas rádios e para venda digital tanto na versão ao vivo como na versão estúdio. Naldo Também Gravou a Música Exagerado em Versão Espanhol.
Em 2013 a canção foi incluída na trilha sonora da telenovela Sangue Bom da Rede Globo.

## Apresentações ao vivo
Em 29 de dezembro de 2012, Naldo fez uma apresentação ao vivo de "Exagerado" no programa televisivo brasileiro Caldeirão do Huck como parte do Caldeirão de Ouro - que listou as canções mais executadas no Brasil em 2012, a faixa ocupou a décima posição da lista. O artista já havia interpretado a canção no programa juntamente a "Amor de Chocolate" em 15 de setembro 2012. A Música tem uma Batida de Danace e Misturado com Pop.

## Lista de faixas
| Download digital |             |         |  |
| N.º              | Título      | Duração |  |
| 1.               | "Exagerado" | 3:42    |  |

## Prêmios e indicações
| Ano  | Prêmio            | Indicação     | Resultado |
| ---- | ----------------- | ------------- | --------- |
| 2012 | Caldeirão de Ouro | As 10+ do Ano | 10º Lugar |

## Desempenho nas tabelas musicais
| Tabela musical (2012)           | Melhor posição |
| ------------------------------- | -------------- |
| Brasil (Brasil Hot 100 Airplay) | 46             |